# Весткрік (Колорадо)
Весткрік (англ. Westcreek) — переписна місцевість (CDP) в США, в окрузі Дуглас штату Колорадо. Населення — 120 осіб (2020).

## Географія
Весткрік розташований за координатами 39°8′56″ пн. ш. 105°9′44″ зх. д. / 39.14889° пн. ш. 105.16222° зх. д. (39.148934, -105.162303).  За даними Бюро перепису населення США в 2010 році переписна місцевість мала площу 3,26 км², з яких 3,16 км² — суходіл та 0,11 км² — водойми.

## Демографія
Згідно з переписом 2010 року, у переписній місцевості мешкало 129 осіб у 62 домогосподарствах у складі 45 родин. Густота населення становила 40 осіб/км².  Було 95 помешкань (29/км²).
Расовий склад населення:
| - 93,8 % — білих - 2,3 % — азіатів - 1,6 % — корінних американців |

До двох чи більше рас належало 1,6 %. Частка іспаномовних становила 2,3 % від усіх жителів.
За віковим діапазоном населення розподілялося таким чином: 14,0 % — особи молодші 18 років, 71,3 % — особи у віці 18—64 років, 14,7 % — особи у віці 65 років та старші. Медіана віку мешканця становила 53,4 року. На 100 осіб жіночої статі у переписній місцевості припадало 130,4 чоловіків;  на 100 жінок у віці від 18 років та старших — 109,4 чоловіків також старших 18 років.
Середній дохід на одне домашнє господарство  становив 54 245 доларів США (медіана — 54 286), а середній дохід на одну сім'ю — 81 368 доларів (медіана — 74 000). За межею бідності перебувало 17,1 % осіб, у тому числі 0,0 % дітей у віці до 18 років та 0,0 % осіб у віці 65 років та старших.
Цивільне працевлаштоване населення становило 41 осіб. Основні галузі зайнятості: сільське господарство, лісництво, риболовля — 22,0 %, освіта, охорона здоров'я та соціальна допомога — 19,5 %, будівництво — 19,5 %.